# Terremoto de Angol de 1949
El terremoto de Angol de 1949 fue un sismo registrado el 19 de abril de ese año a las 23:29 horas (hora local) en la comuna chilena de Angol, en la actual región de la Araucanía. Tuvo una magnitud de 7,3 MS y una intensidad máxima de IX a X grados en la escala de Mercalli. Fue un sismo de baja profundidad y  se originó en una falla tectónica que corre entre la Cordillera de la Costa (Nahuelbuta) y la depresión intermedia, conocida como "falla de Lanalhue" y que puede visualizarse en la carretera que une a Traiguén con Lumaco. 
El terremoto fue percibido entre las ciudades de Talca y Osorno, siendo las más afectadas Traiguén, Temuco, Los Ángeles y Angol. En este última más de un 80% de las construcciones resultaron dañadas; el liceo de la ciudad, las escuelas N.1 y N.3  y la Escuela Normal sufrieron graves daños, así como las viviendas de barrios como Villa Alegre y El Cañón, donde las construcciones eran mayormente de adobe y ladrillos.
Traiguén fue otra de las ciudades que más resintió el terremoto; el Liceo de Niñas, el Hospital, la tienda El Castillo, el Liceo de Hombres, el Cuartel de Carabineros y la Tesorería comunal sufrieron daños de consideración. La cárcel de hombres de la ciudad sufrió un derrumbe que dejó más de 60 heridos y un total de 35 muertos, las únicas víctimas fatales del terremoto. Se constaron además un total de155 heridos y 2.065 damnificados.
El Presidente de la República Gabriel González Videla y parlamentarios visitaron la ciudad de Traiguén, albergues, hospital y en especial la cárcel de la ciudad, debido al alto número de muertos y heridos que dejó el sismo en esta última. Esta visita fue plasmada en la lente del fotógrafo Miguel Rubio Feliz.